# Kolonia Inwalidzka
Kolonia Inwalidzka – wieś w Polsce, położona w województwie świętokrzyskim, w powiecie ostrowieckim, w gminie Kunów.
| SIMC    | Nazwa             | Rodzaj      |
| ------- | ----------------- | ----------- |
| 0247203 | Podlubienik       | przysiółek  |
| 0247210 | Posada            | przysiółek  |
| 0247189 | Sadłowizna        | osada leśna |
| 1018858 | Sadłowizna        | osada       |
| 0247195 | Zagroda Inwalidów | część wsi   |

W latach 1975–1998 miejscowość administracyjnie należała do województwa kieleckiego.
Przez wieś przechodzi  niebieski szlak turystyczny z Łysej Góry do Pętkowic.